# Новочеркаський електровозобудівний завод
ТОВ «Виробнича компанія „Новочеркаський електровозобудівний завод“» (НЕВЗ) — завод, будував в СРСР і будує в Росії магістральні вантажні і пасажирські електровози.
Побудовані на НЕВЗі локомотиви водять поїзди, які перевозять 80 % всіх вантажів на електрифікованих залізницях Росії і країн ближнього зарубіжжя.З поточних ліній заводу зійшли більше 15000 локомотивів більше ніж 40 типів. Завод розташований в місті Новочеркаськ Ростовської області.

## Історія заводу
Спочатку електровози в СРСР невеликими партіями випускалися московським електромашинобудувним заводом «Динамо», в співпраці Коломенським тепловозобудівним заводом. Однак справжній розвиток радянське електровозобудування отримало після організації в 1946 будування електровозів в Новочеркаську. Саме Новочеркаський електровозобудівний завод став з часом найпотужнішим у світі заводом по виробництву електровозів.
Новочеркаський завод будувався як паровозобудівний. Будівництво розпочалося 8 листопада 1932 за 10 км від Новочеркаська, поблизу хутора Яново. На самому початку будівництва встановили дерев'яну арку з написом рос. «Паровозострой». З великими труднощами почалося масштабне будівництво в степу. Не було житла для будівельників, не вистачало робочої сили. Але не зважаючи на труднощі, «Паровозострой» перетворився на одне з найбільших будівництв не тільки Дону, але і всієї Росії.
В 1934 в степу збудували дві перші п'яти поверхівки, які стали початком нового містечка паровозобудівників, яке згодом отримало назву Соцмісто. Завод як і всі об'єкти такого масштабу в СРСР, будувався швидкими темпами. З 1932 по 1936 були побудовані: інструментальний корпус, модельний цех, частина ливарного корпусу і ковальського цеху, головний корпус та інші об'єкти.
1 травня 1936 новочеркасці звітували про випуск першої партії продукції: трьох промислових вузькоколійних паровозів типу 159 (0-4-0). В 1937 завод побудував вже 70 таких паровозів і почав освоювати випуск потужних танк-паровозів нормальної колії, тип 9П. Крім того завод розпочав будувати підйомних кранів для торфорозробок.
В роки війни завод евакуювали на Урал, в місто Воткінськ, вже там вироблялися літаки, ремонтувалися танки. Німецькі окупанти повністю зруйнували завод.

### 1940—1950 роки

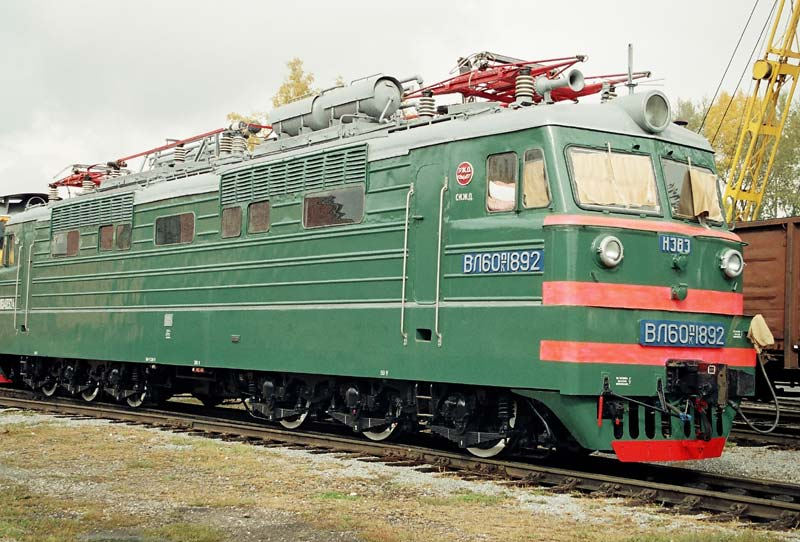
Електровоз ВЛ60пк

Після звільнення Новочеркаська в 1943 розпочалося відбудування заводу.
6 листопада 1945 ухвалою Ради Народних Комісарів СРСР завод був переданий Міністерству електротехнічної промисловості СРСР для організації виробництва радянських електровозів.
Завод розпочав свою діяльність з випуску шестивісних електровозів постійного струму ВЛ22м. Перші електровози були зібрані із заготовок які були зроблені в Коломні і Москві. Перший електровоз був виготовлений7 березня 1947, з 1948 завод розпочав серійне виробництво.
Випускаючи магістральні електровози, завод протягом 1952—1956 виготовив кілька сотень промислових електровозів, в тому числі і на експорт (в Індію, Болгарію, Корею та інші країни).
Для забезпечення зростаючого обсягу перевезення вантажів завод створює конструкцію нового, потужнішого восьмивісного вантажного електровозу постійного струму ВЛ8. Перший дослідний електровоз побудований в 1953 році. В 1955 виготовили дослідну партію з семи електровозів. З 1956 електровоз ВЛ8 НЕВЗ випускає вже серійно, його випуск продовжувався до 1963 року. Електровоз ВЛ8-009, виготовлений в березні 1956, став для заводу тисячним електровозом.
Одночасно з випуском електровозів постійного струму, Новочеркаський завод в 50-х роках XX століття розпочав проектування електровозу змінного струму. В 1954 були побудовані перші шестивісні магістральні електровози НО (Новочеркаський Однофазний), які згодом отримали позначення серії ВЛ61.

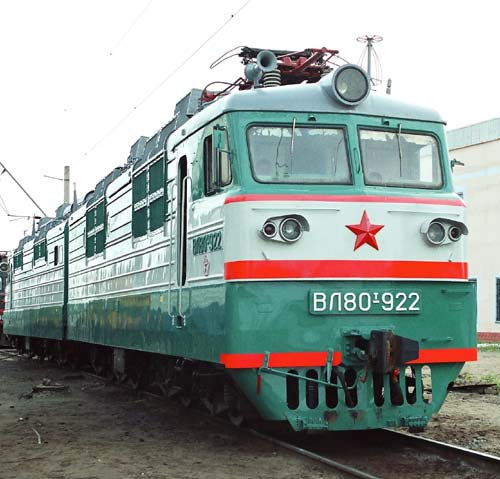
Електровоз ВЛ80Т

Використовуючи досвід, отриманий при проектуванні та експлуатації електровозів НО, в 1957 році створено принципово новий електровоз Н60, який згодом отримав позначення серії ВЛ60.
В 1958 при НЕВЗі створюється Науково-дослідний інститут електровозобудування, пізніше реорганізований в рос. ВЭлНИИ-Всесоюзный научно-исследовательский, проектно-конструкторский и технологический институт электровозостроения (ВЭлНИИ). З цього моменту створення нових конструкцій електровозів і освоєння їхнього виробництва здійснювалося в тісній співпраці НЭЕВЗа з рос. ВЭлНИИ.

### 1960—1990-ті роки
В період з 1961 по 1975 НЕВЗ спільно з ВЭлНИИ розробив конструкцію та почав освоювати виробництво нових типів магістральних електровозів: шестивісні ВЛ60к з пасажирською модифікацією ВЛ60пк, восьмивісні ВЛ80к, ВЛ80т, ВЛ80р. Для здійснення перевезень на ділянках стикування постійного та змінного струму, виготовили партію електровозів ВЛ82 та ВЛ82м.
Крім того, були розроблені дослідні серії електровозів: ВЛ80а і ВЛ86ф — з асинхронними тяговими двигунами, ВЛ80б — з вентильними тяговими двигунами, ВЛ80вр — з вентильними двигунами і рекуперативним гальмуванням, ВЛ84.

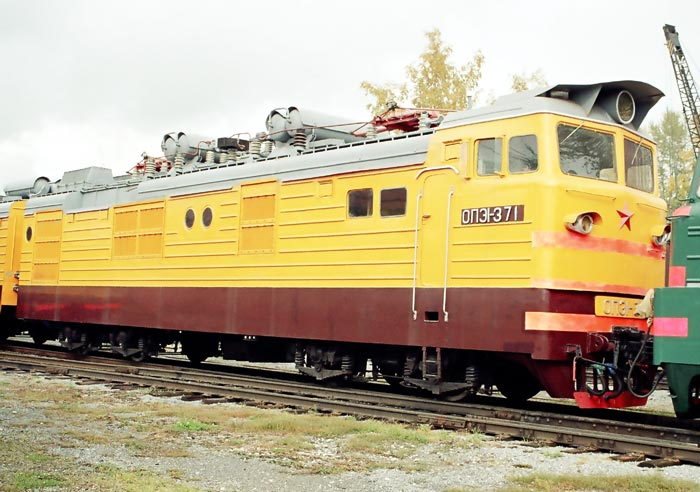
Тяговий агрегат ОПЕ1

1—2 червня 1962 року робітники заводу розпочали страйк, причиною якого стало зниження заробітної плати. Цей страйк перетворився в Новочеркаський розстріл.
В 1983 виготовлено два дослідних дванадцятивісних електровоза змінного струму серії ВЛ85. Для відкритих гірських розробок НЕВЗ виготовляє тягові агрегати ОПЕ1. На замовлення Фінляндії для VR в 1971 році завод створює чотирьохвісний електровоз Sr1, а на замовлення Польщі для PKP в 1978 створюється електровоз ET42.
1983-го заводом виготовлено 272 електровоза ВЛ80с, 36 електровозів ВЛ80р, 5 електровозів Sr1, 2 електровоза ВЛ85, 26 тягових агрегати ОПЭ-1 і 140 комплектів екіпажних частин для виробництва електровозів ВЛ10 на Тбіліському електровозобудівному заводі.

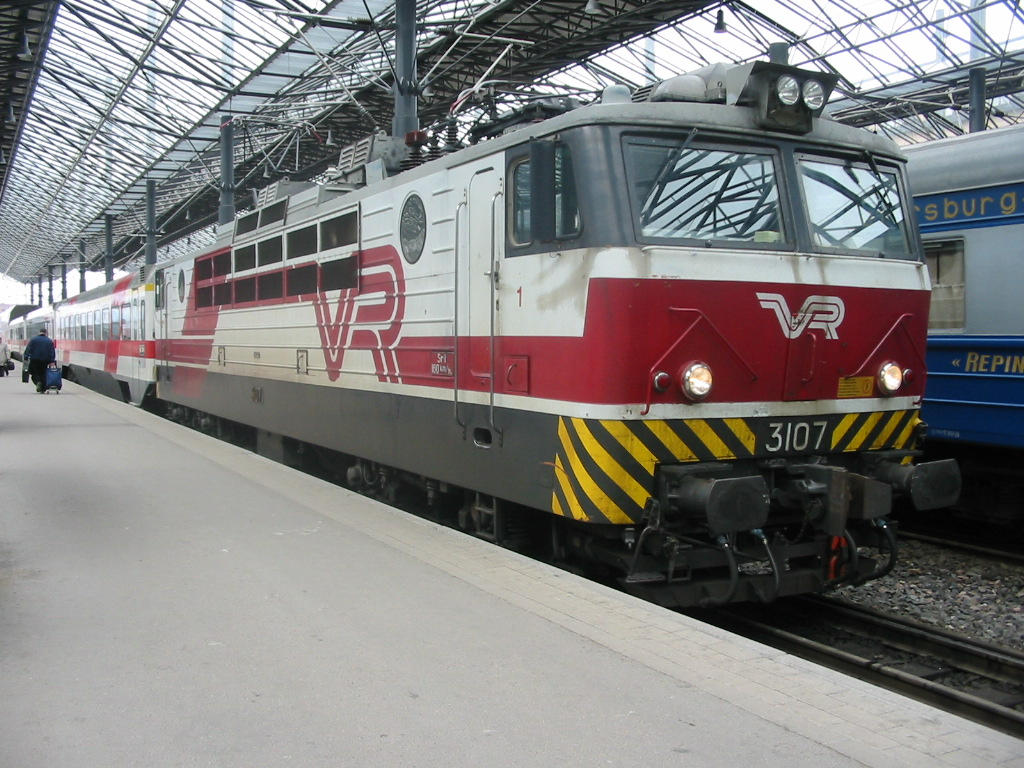
Електровоз Sr1

Станом на 1984 рік завод мав власну медсанчастину, 12 дитячих закладів, 9 їдалень, 5 кафе, 27 буфетів, палац культури, кінотеатр, технічну і художню бібліотеку, 3 спортзали, стадіон.
З 1978 року через збільшення кількості замовлень на продукцію заводу, його реконструюють. Головна мета реконструкції — починаючи, з 1985 виготовляти щорічно 470 електровозів. Під час другої черги реконструкції, планувалося побудувати випробне кільце, протяжністю 30 км, а також розвивати виробництво електромашин і колісних пар.
З 1987 по 1990 вироблявся електровоз 8G змінного струму на замовлення КНР, було виготовлено 100 машин.
Деякі наймасовіші серії електровозів, що випускалися заводом — ВЛ10 і ВЛ10У, ВЛ80, ВЛ85, ВЛ65, ЕП1.
В 1995 році завод приватизували і він отримав назву Открытое акционерное общество "Научно-производственное объединение «Новочеркасский электровозостроительный завод»". Завод втратив замовлення і практично став банкрутом.
У 2011 році Укрзалізниця уклала угоду на придбання 300 локомотивів у «Новочеркаського електровозобудівного заводу». Передбачено придбати 270 локомотивів постійного струму 2ЕС4К і 30 - змінного серії 2ЕС5К. Ця техніка буде обслуговувати Одеську і Донецьку залізниці .

## Продукція

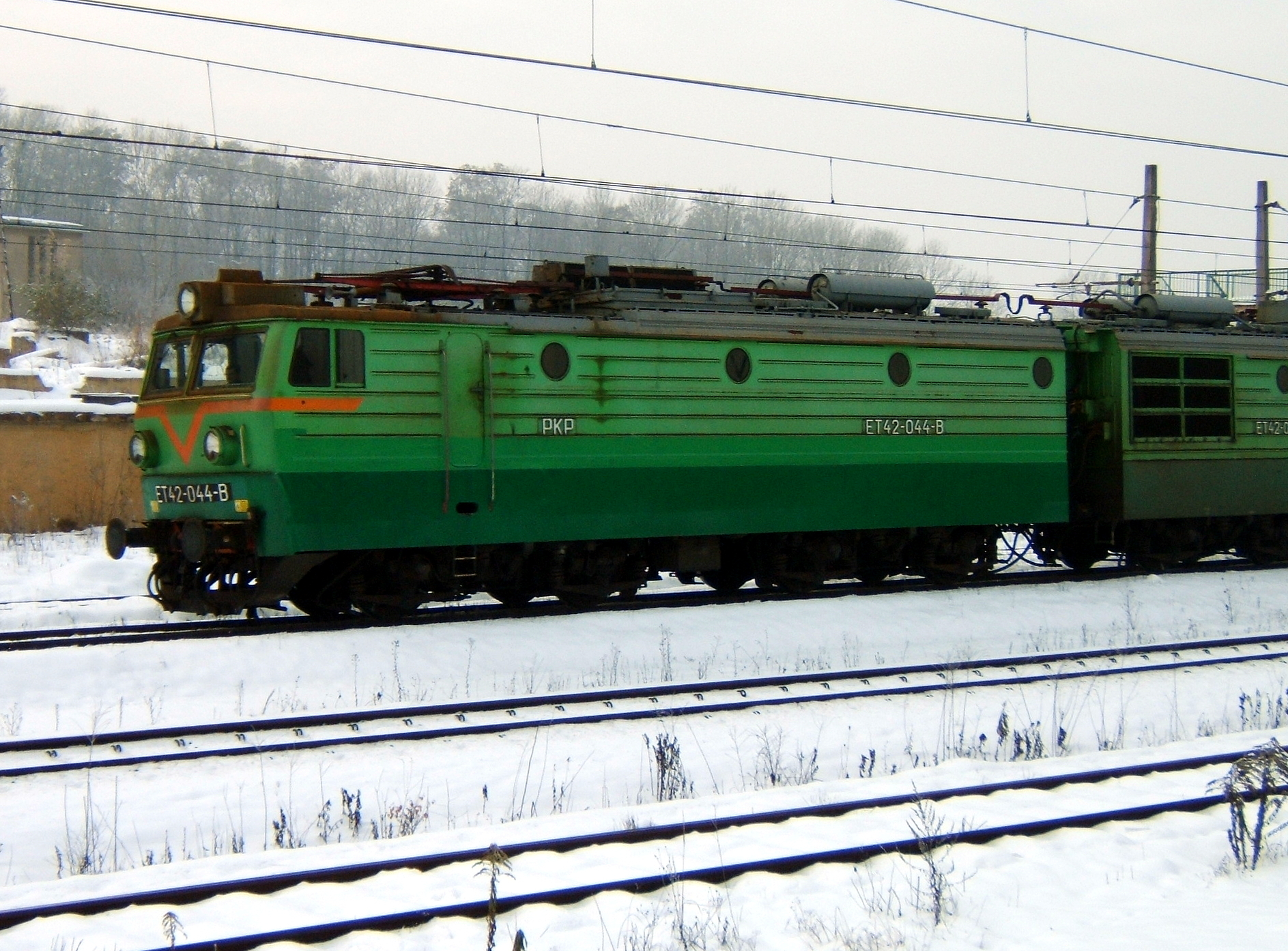
Електровоз ET42 на PKP

За час свого існування завод освоїв серійне виробництво всіх видів локомотивів: від контактних кар'єрних КН10 потужністю 40 кВт до магістральних вантажних електровозів потужністю 10 000 кВт. На заводі збудували найпотужніший у світі електровоз (11 400 кВт) — ВЛ86ф. Завод виготовляє комплекти електрообладнання для електропоїздів постійного струму ЕД4М, ЕТ2М. з 1994 року завод здійснює капітальний ремонт електропоїздів змінного струму і постачає для нього комплекти електрообладнання. Крім того, НЕВЗ виготовляє обладнання для шахт, відкритих кар'єрів, для металургійних підприємств — промислові електровози постійного струму нового покоління з асинхронним тяговим приводом; для вугільних шахт і копалень — контактні шахтні електровози, шахтні вантажні вагонетки.

## Фотогалерея

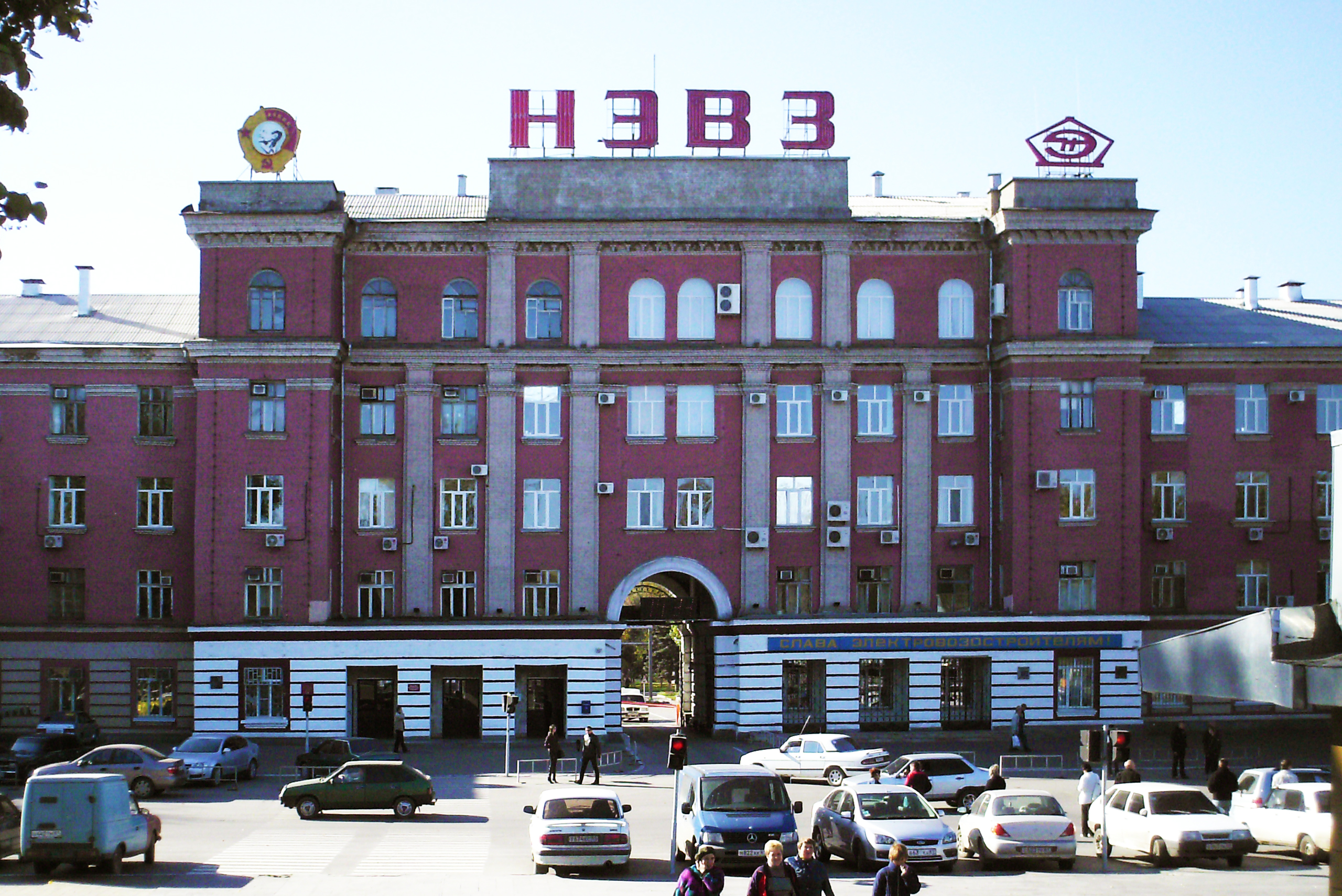
Головний корпус заводу
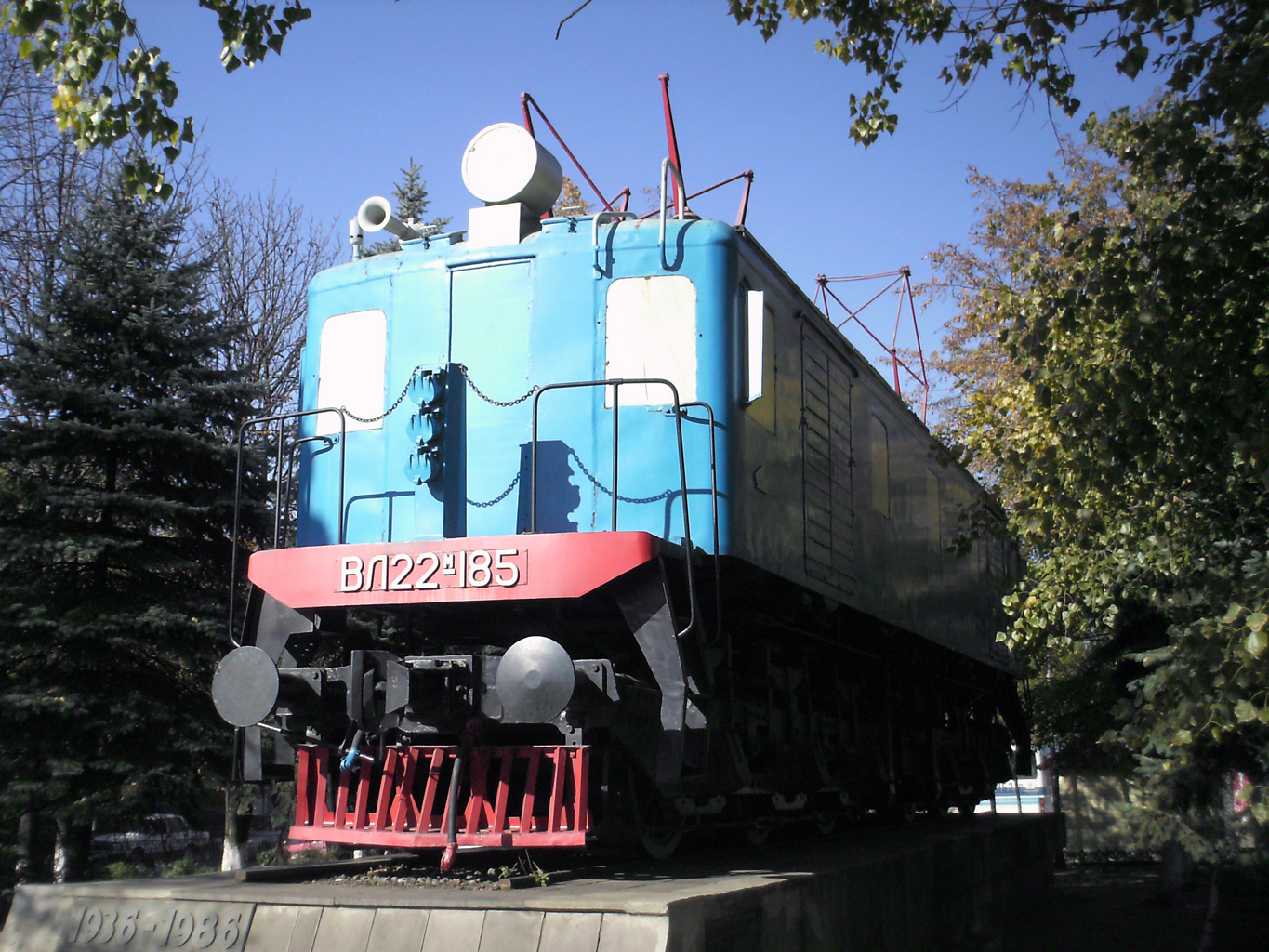
Пам'ятник електровозу ВЛ22м